# Mont Sainte-Victoire in viadukt v dolini reke Arc
Mont Sainte-Victoire in viadukt v dolini reke Arc je slika olje na platnu, ki jo je med letoma 1882 in 1885 dokončal francoski umetnik Paul Cézanne. Prikazuje Montagne Sainte-Victoire in dolino reke Arc, v ozadju pa Cézannovo rojstno mesto Aix-en-Provence. Slika je bila nekoč v lasti zbirateljev umetnin in pokroviteljev Henryja in Louisine Havemeyer, po njuni smrti leta 1929 pa je bila zapuščena Metropolitanskemu muzeju umetnosti v New Yorku.

## Ozadje
Mont Sainte-Victoire in viadukt v dolini reke Arc je bila naslikana od leta 1882 do 1885 in je bila dokončana 21 let pred koncem Cézannove umetniške kariere. Cézanne se je začel ukvarjati z impresionizmom v svojih umetninah v poznem 19. stoletju, ko se je bližal koncu svoje kariere, stran od svojih nekdanjih postimpresionističnih slik. Kasnejši primer tega je mogoče videti v Kvartopircih. Ti so vključevali predvsem tihožitja in pokrajine, kot sta Mont Sainte-Victoire in viadukt v dolini reke Arc. Njegov cilj je bil »iz impresionizma narediti nekaj trdnega in obstojnega, kot je muzejska umetnost«. Naslikano je bilo v 'zrelem' obdobju Cézannovega dela.
Mont Sainte-Victoire in viadukt v dolini reke Arc sta Metropolitanskemu muzeju umetnosti zapustila Henry Osborne Havemeyer in njegova žena Louisine Waldron Elder Havemeyer. Po Henryjevi smrti leta 1907 je delo prešlo na Louisine; po njeni smrti leta 1929 je bila podarjena muzeju kot del Havemeyerjeve zbirke 142 umetnin.

## Opis
Slika prikazuje goro Sainte-Victoire, ki dominira nad pokrajino njegovega rojstnega mesta Aix-en-Provence (južna Francija). Mesto je vidno v daljavi, daleč nazaj iz doline reke Arc. Poleg tega ta slika prikazuje železniški most na progi Aix-Marseille v dolini reke Arc in vlak, ki vozi po njem.
Velika je 65,5 cm × 81,7 cm in je eno najmanjših Cézannovih del v njegovi umetniški karieri. Cézanne je isto goro upodobil še večkrat, med drugim v Mont Sainte-Victoire, viden z Bellevueja, v Mont Sainte-Victoire z velikim borom, v Plain Mont Sainte-Victoire in na slikah z naslovom preprosto Mont Sainte-Victoire v fondih Courtauld Institute of Art v Londonu in Škotske nacionalne galerije v Edinburghu. Mont Sainte-Victoire in viadukt v dolini reke Arc je naslikal ob koncu svoje delovne kariere.
Na tej sliki Cézanne raziskuje ustvarjanje globine z uporabo plasti za sestavo niza vodoravnih ravnin, ki pritegnejo oko v pogled. Leta 1989 je bilo to delo opisano kot eno Cézannovih največjih.